# Odalheim
Odalheim je jedanaesti studijski album švedskog death metal-sastava Unleashed. Diskografska kuća Nuclear Blast Records objavila ga je 20. travnja 2012.

## Popis pjesama
Tekstovi: Johnny Hedlund, glazba: Fredrik Folkare.
| 1.    | »Fimbulwinter«                 | 4:11 |
| 2.    | »Odalheim«                     | 4:29 |
| 3.    | »White Christ«                 | 3:12 |
| 4.    | »The Hour of Defeat«           | 3:08 |
| 5.    | »Gathering the Battalions«     | 3:06 |
| 6.    | »Vinland«                      | 3:58 |
| 7.    | »Rise of the Maya Warriors«    | 2:40 |
| 8.    | »By Celtic and British Shores« | 3:49 |
| 9.    | »The Soil of Our Fathers«      | 4:55 |
| 10.   | »Germania«                     | 3:33 |
| 11.   | »The Great Battle of Odalheim« | 5:51 |
| 42:52 |                                |      |

## Zasluge
Unleashed
- Johnny – bas-gitara, vokal
- Anders – bubnjevi
- Tomas – ritam gitara
- Fredrik – solo-gitara

Ostalo osoblje
- Ola Englund – produkcija (gitare)
- Sebastian Ramstedt – grafički dizajn
- Fredrik Folkare – produkcija